# Sillem’s Bazar
Der Sillem’s Bazar in Hamburg war 1843 die erste große Einkaufspassage in Deutschland.

## Geschichte

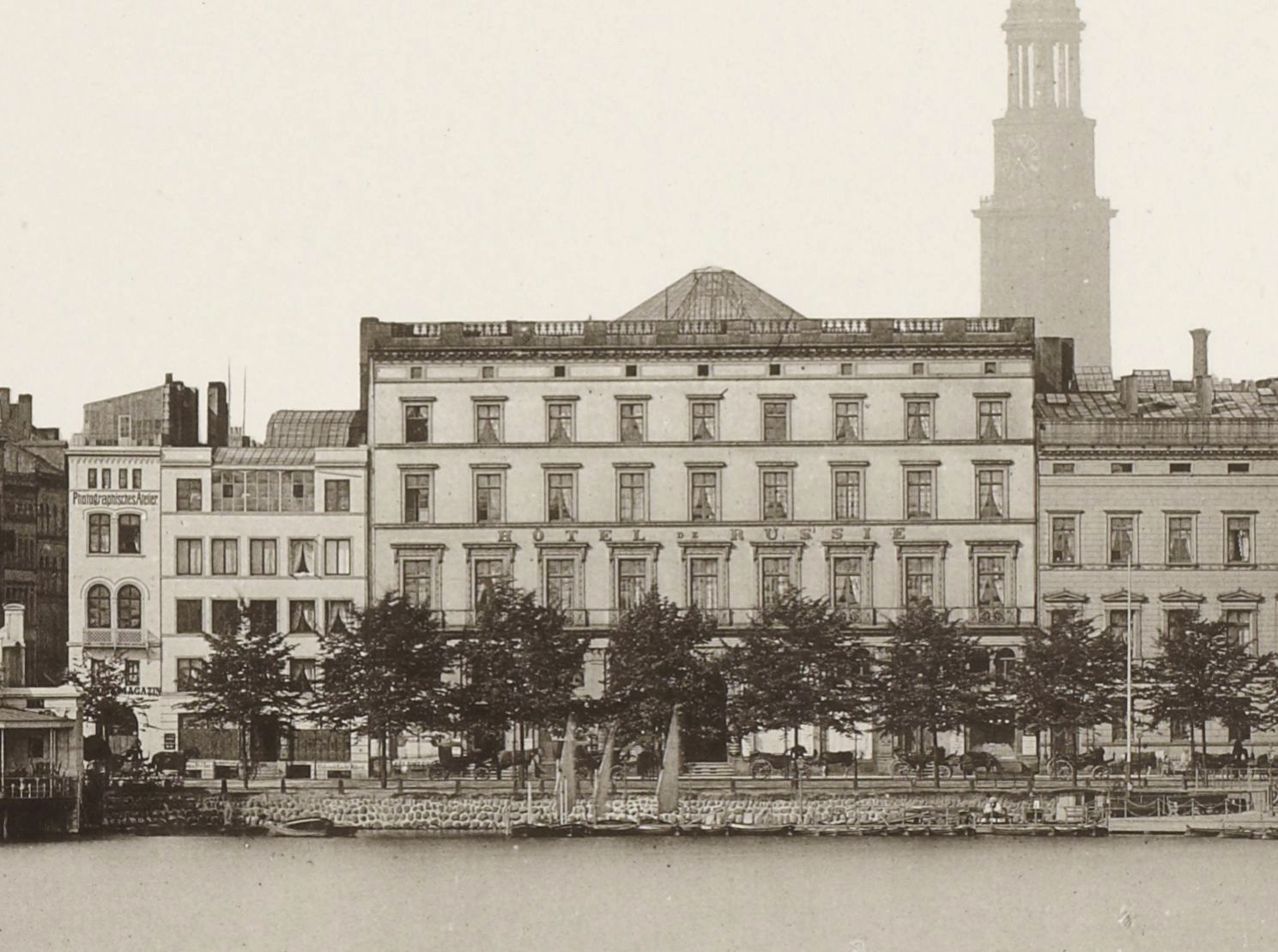
Hotel de Russie und Glaskuppel. Fotodruck um 1880 von Strumper & Co.

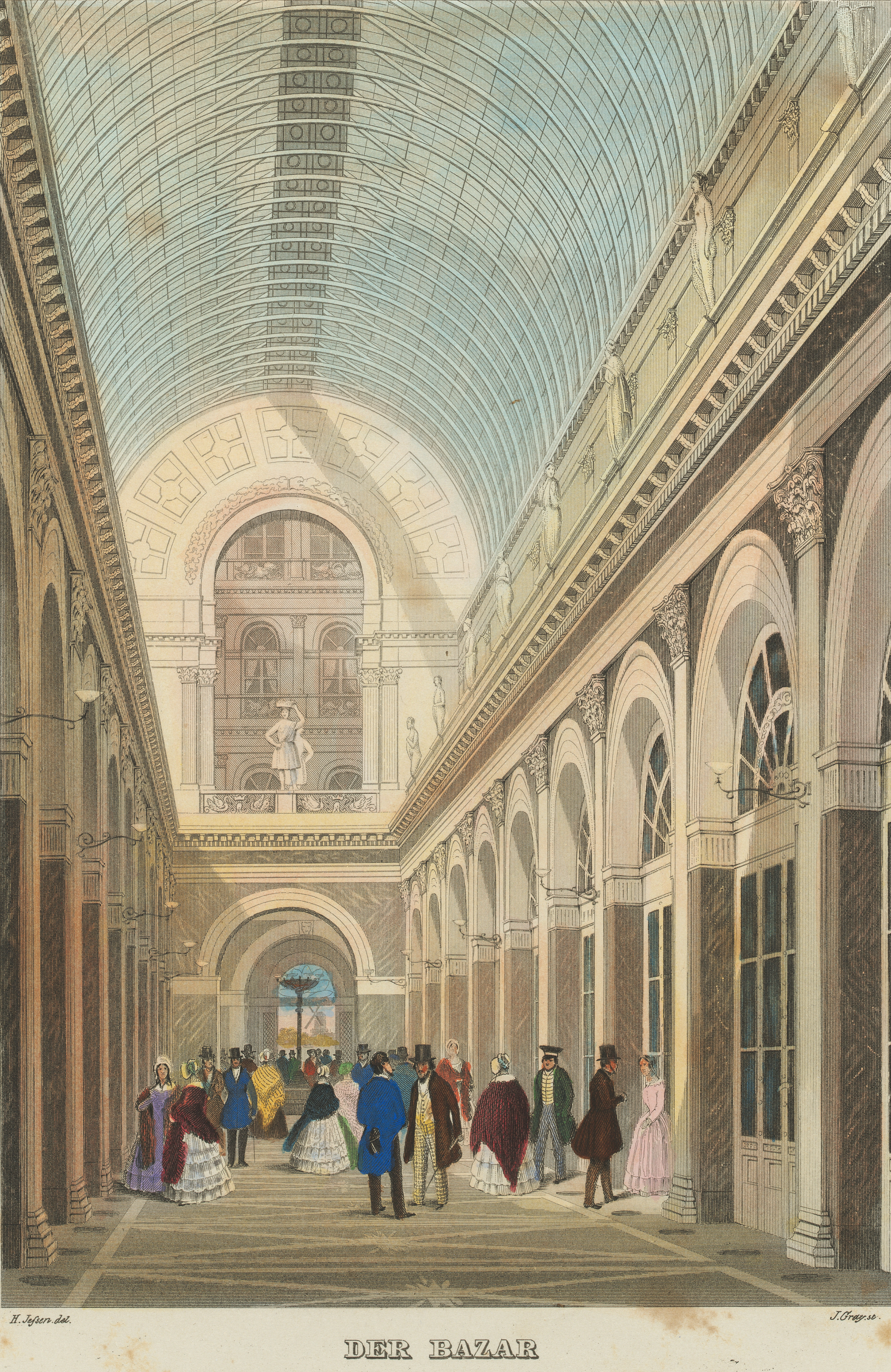
Passage 1860

1842 waren weite Teile Hamburgs durch den Großen Brand zerstört worden. Dies galt auch für den Bereich zwischen dem Jungfernstieg und der Königstraße (heute Poststraße), an dem das Hotel Alte Stadt London gestanden hatte. An dieser frei gewordenen Stelle ließ der Hamburger Kaufmann Wilhelm Sillem durch den Hamburger Architekten Eduard Averdieck für rund 1,5 Millionen Mark das Hôtel de Russie, dessen Vorgänger am Jungfernstieg 23 gelegen ebenfalls zerstört war, und Sillem’s Bazar für gehobene Ansprüche errichten. Die Bezeichnung mit Apostroph entsprach der damals üblichen Schreibweise. Hotel und Passage richteten sich nach dem Vorbild europäischer Metropolen. Sie bildeten zusammen eine bauliche Einheit; die Zielgruppe waren kaufkräftige Flaneure und Luxusliebhaber. Durch den Eingang des Hotels war auch die Passage zu betreten. Der Prachtbau bestand aus zwei glasgedeckten Seitengängen, in denen rund 30 Geschäfte für ein reiches Warenangebot sorgten. Spiegelscheiben, Vergoldungen und Marmorwände boten ein nobles Ambiente.

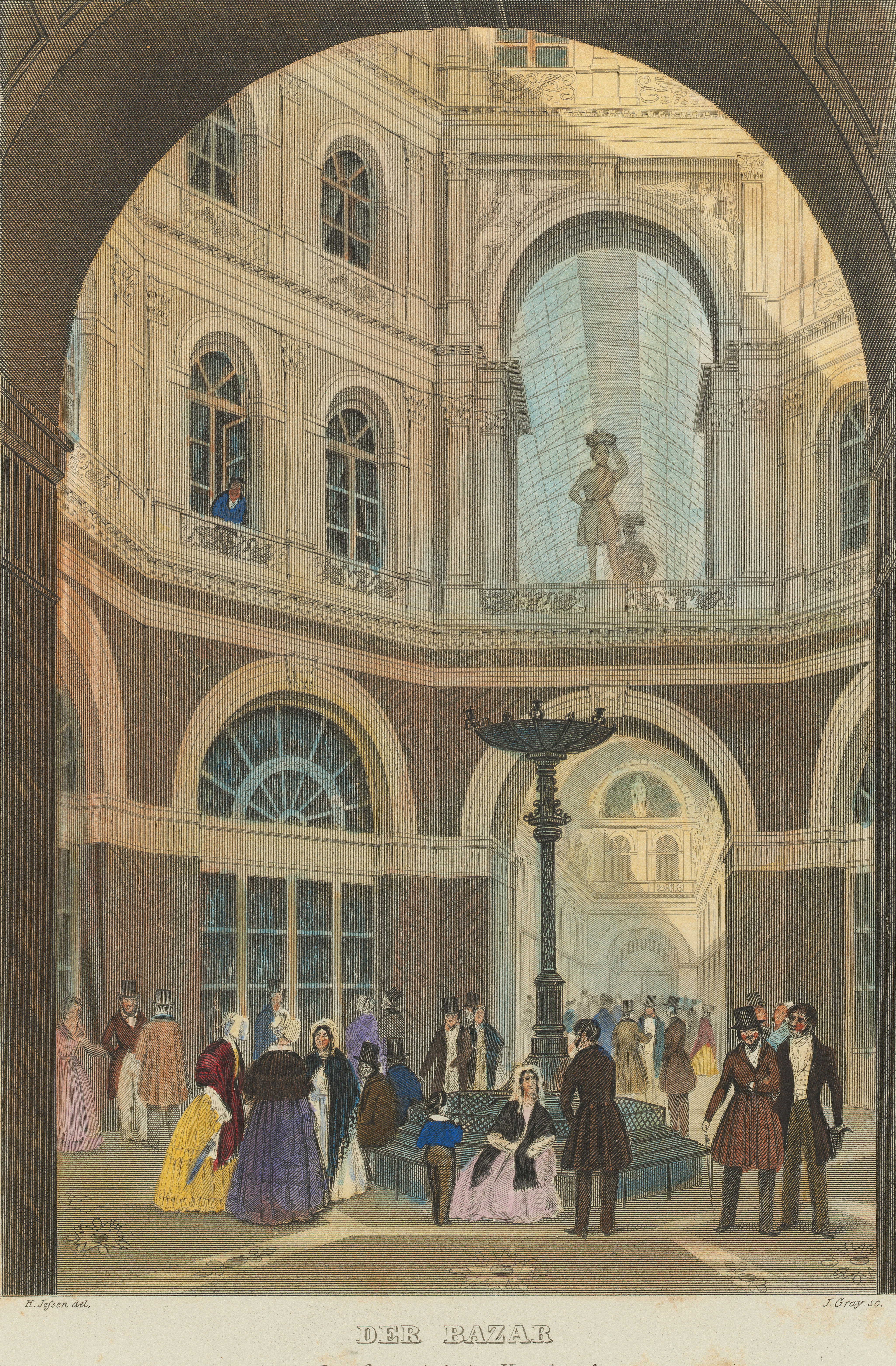
Oktogon um 1860

Die Mitte der Passage war das Prunkstück und bestand aus einem eleganten Glasoktogon, also einem großen achteckigen Platz, den die Passage unmittelbar umschloss. In den oberen Stockwerken befanden sich die Suites des Hotels. Das Dach war komplett aus Glas und sorgte so – ähnlich wie in vielen Einkaufspassagen in der heutigen Zeit – für Helligkeit und Lichtdurchflutung. Damit war die Idee des wetterunabhängigen Flanierens und Kaufens auch in einer deutschen Metropole umgesetzt. Die moderne Eisen-Glas-Konstruktion mit ihren illusionistischen Effekten sorgte für die Aufmerksamkeit und die Bewunderung der Hanseaten und der Besucher. „Nach Hamburg fahren, und den Bazar nicht sehen, ist wie Rom ohne den Papst“ las sich in der Presse und die Leipziger Illustrirte meldete: „In der Passage verbinden sich der Sinn für Größe mit dem für Pracht und Eleganz, mit der Neigung zum weltstädtisch Blenden und Großartigen. Sie übertrifft ihre Vorbilder, jene eleganten und bei schlechtem Wetter ebenso angenehmen und nützlichen Passagen in Paris und London an Schönheit im allgemeinen und geschmackvoller Ausführung aller Einzelteile.“ Das Eintrittsgeld für den Besuch der Passage belief sich auf fünf Schillinge.

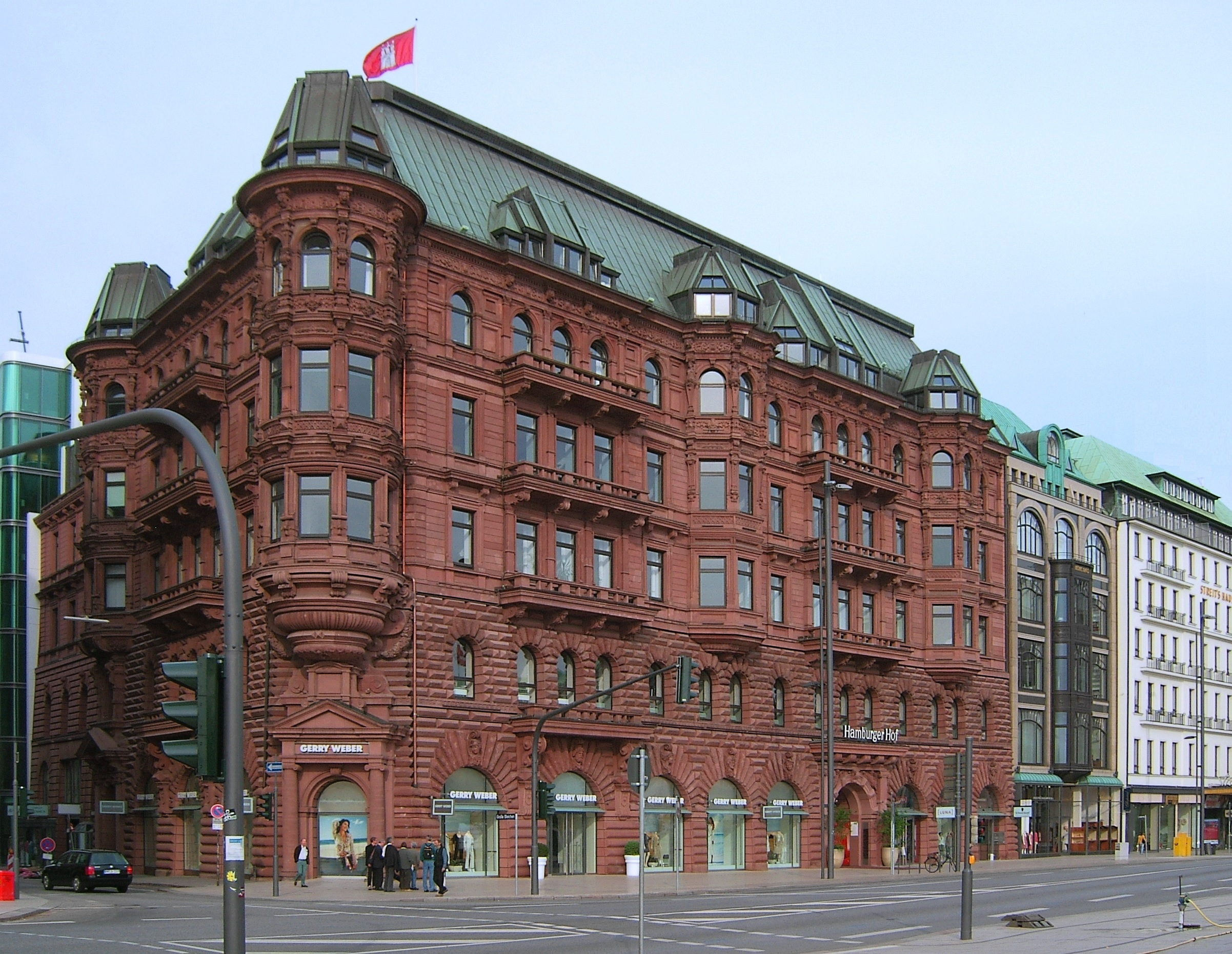
Hamburger Hof

Trotz des attraktiven Baus machte sich bald ein Standortnachteil bemerkbar: Die Passage verband zwei ungleiche Straßen, nämlich zum einen den Prachtboulevard Jungfernstieg, der schon damals zu den beliebtesten Flaniermeilen gehörte, und zum anderen eine wenig belebte Gasse. Dadurch hatten Flaneure und Käufer beim Spazierengehen kein echtes Ziel. Der Bazar war insofern keine richtige Verbindung zwischen zwei gleichermaßen belebten Knotenpunkten. Das führte dazu, dass Kundschaft in dem für den Betrieb teurer Geschäfte erforderlichen Umfang fernblieb. 1881 – 38 Jahre nach Errichtung der Passage – wurde sie abgerissen.
An der Stelle des Sillem’s Bazar eröffnete am 16. Dezember 1882 das Hotel Hamburger Hof. Der imposante Bau war ein Werk der renommierten Architekten Bernhard Georg Hanssen und Emil Meerwein und wurde später zum Kontorhaus umgenutzt. Das Gebäude enthält heute wieder eine Einkaufspassage mit einem Durchgang vom Jungfernstieg zur Poststraße und zum Hanse-Viertel.